# Belionota coomani
Belionota coomani es una especie de escarabajo del género Belionota, familia Buprestidae. Fue descrita científicamente por Descarpentries en 1948.